# Ikoyi
Ikoyi ist eine Insel in der Lagune von Lagos auf dem Gebiet der nigerianischen Stadt Lagos.
Ikoyi wurde durch einen Kanal 1903 bis 1904 von Lagos Island im Westen abgetrennt, ist jedoch Teil der Local Government Area Lagos Island. Ursprünglich wurde Ikoyi als Friedhof genutzt, in der Kolonialzeit bewohnten vorwiegend Europäer die als Government Reserved Area deklarierte Insel, auf der heute noch große Kolonialhäuser stehen. Nach der Unabhängigkeit blieb Ikoyi ein gehobenes Viertel und war Wohnsitz mehrerer nigerianischer Präsidenten. Heute ist Ikoyi Standort vieler Verwaltungsgebäude, neben Hotels, Schulen, dem Ikoyi Park und einem bekannten Golfplatz. Auf Ikoyi befinden sich die Botschaften von Angola, Argentinien, Belgien, Kanada, Tschechien und Südafrika.
Ikoyi gilt als Viertel mit einem der höchsten Grundstückspreise in Afrika. Da kaum ungenutztes Land vorhanden ist, werden Häuser oft nach ihrem Kauf abgerissen und durch einen Neubau gewünschter Bauart ersetzt.